# Mock
Mock is een uit Fehraltorf (Zürich) afkomstig geslacht waarvan leden sinds 1822 tot de Nederlandse adel behoren.

## Geschiedenis
De stamreeks begint met Jean Mock (1667-omstreeks 1725), geboren in Fehraltorf. Zijn kleinzoon Gabriël Mock (1762-1827) trad in Statendienst en werd bij Koninklijk Besluit van 4 februari 1822 verheven in de Nederlandse adel, waardoor hij en zijn nageslacht tot de adel van het koninkrijk gingen behoren.

## Enkele telgen
Jhr. Gabriël Mock (1762-1827), luitenant-kolonel titulair
- Jhr. Johannes Mock (1800-1884), kapitein generale staf, lid provinciale staten van Zuid-Holland, lid van de gemeenteraad van 's-Gravenhage, ridder Militaire Willems-Orde
  - Jkvr. Isabella Carolina Mock (1829-1856); trouwde in 1854 met jhr. Jean Gérard Albert van Spengler (1821-1885), generaal-majoor en zoon van luitenant-generaal en minister jhr. Johannes Theodorus van Spengler (1790-1856)
  - Jhr. Willem Anne Lodewijk Mock (1837-1923), hoogheemraad en lid gemeenteraad van Rheden
    - Jhr. Willem Anne Mock (1865-1912), landeconoom
      - Jhr. Willem Anne Lodewijk Mock (1905-1971), administrateur theeonderneming; trouwde in 1950 met jkvr. Wilhelmina Helena Barnaart, dochter van jhr. Willem Philip Barnaart, heer van Vogelenzang (1865-1952), bloembollenhandelaar, wethouder van Bergen, hoogheemraad van Rijnland en lid van de familie Barnaart
        - Jhr. Willem Anne Mock (1951), president-directeur Cargill B.V.